# Сезон жіночої збірної України з волейболу 2006
 У 2006 році українська збірна брала участь у відбірковому турнірі на чемпіонат Європи

## Група В
| № | Збірна   | Очки | Ігри | Виграші | Поразки | Сети | Сети | Сети  | М'ячі | М'ячі | М'ячі |
| № | Збірна   | Очки | Ігри | Виграші | Поразки | В    | П    | В:П   | В     | П     | В:П   |
| - | -------- | ---- | ---- | ------- | ------- | ---- | ---- | ----- | ----- | ----- | ----- |
| 1 | Чехія    | 12   | 6    | 6       | 0       | 18   | 0    | MAX   | 450   | 300   | 1.500 |
| 2 | Україна  | 9    | 6    | 3       | 3       | 10   | 9    | 1.111 | 431   | 387   | 1.114 |
| 3 | Угорщина | 9    | 6    | 3       | 3       | 9    | 11   | 0.818 | 429   | 441   | 0.973 |
| 4 | Австрія  | 6    | 6    | 0       | 6       | 1    | 18   | 0.056 | 293   | 475   | 0.617 |

## Плей-оф
| Дата      | Час |            | Рахунок |            | Сет 1 | Сет 2 | Сет 3 | Сет 4 | Сет 5 | Всього  | Звіт |
| --------- | --- | ---------- | ------- | ---------- | ----- | ----- | ----- | ----- | ----- | ------- | ---- |
| 2 вересня |     | Словаччина | 3–1     | Україна    | 22–25 | 25–19 | 25–18 | 25–19 |       | 97–81   |      |
| 9 вересня |     | Україна    | 2–3     | Словаччина | 23–25 | 17–25 | 25–16 | 25–20 | 12–15 | 102–101 |      |

За збірну України в останньому матчі проти Словаччини виступали Любов Ягодіна, Ольга Павлова, Євгенія Душкевич, Яніна Журовська.